# 托利主义者
托利主义者（Tory）是托利主义（Toryism）政治哲学的支持者。托利主义基于英式传统保守主义，维护社会秩序。托利主义精神被概括为“上帝、国王和国家”（God, King, and Country）。托利主义者是君主主义者，继承圣公会的高教会宗教遗产，反对辉格党的自由主义。
托利主义起源于英国内战期间的保皇主义团体骑士党。作为一个政治术语，“托利”最初是源自爱尔兰语的一种侮辱性称谓，后来在1678年至1681年的排斥危机期间进入英国政治。1681年出现的托利党是对继骑士议会之后由辉格党控制的议会的反应。
托利主义在前大英帝国的其他地区也有支持者，例如在美国独立战争期间反对美国分裂的英属美洲保皇主义者。在美国独立战争结束时逃到加拿大的保皇派，即联合帝国保皇派，形成了上加拿大和下加拿大政治集团的保皇主义基础。
如今，托利主义在加拿大和英国仍然很重要。英国保守党和加拿大保守党及其成员仍被称为托利主义者。当代传统托利主义的拥护者被称为高托利，通常捍卫等级制度、自然秩序和贵族制的观念。